# Боле (коммуна)
Боле́ (фр. Baulay) — коммуна во Франции, находится в регионе Франш-Конте. Департамент — Верхняя Сона. Входит в состав кантона Аманс. Округ коммуны — Везуль.
Код INSEE коммуны — 70056.

## География
Коммуна расположена приблизительно в 300 км к юго-востоку от Парижа, в 65 км севернее Безансона, в 22 км к северо-западу от Везуля.
Вдоль западной границы коммуны протекает река Сона.

## Население
Население коммуны на 2010 год составляло 329 человек.
| 1962 | 1968 | 1975 | 1982 | 1990 | 1999 | 2010 |
| ---- | ---- | ---- | ---- | ---- | ---- | ---- |
| 520  | 508  | 403  | 378  | 338  | 300  | 329  |

## Администрация
| Период | Период | Фамилия       | Партия | Примечания |
| ------ | ------ | ------------- | ------ | ---------- |
| 2001   | 2008   | Мишель Гужон  |        |            |
| 2008   | 2014   | Жерар Льеваль |        |            |

## Экономика

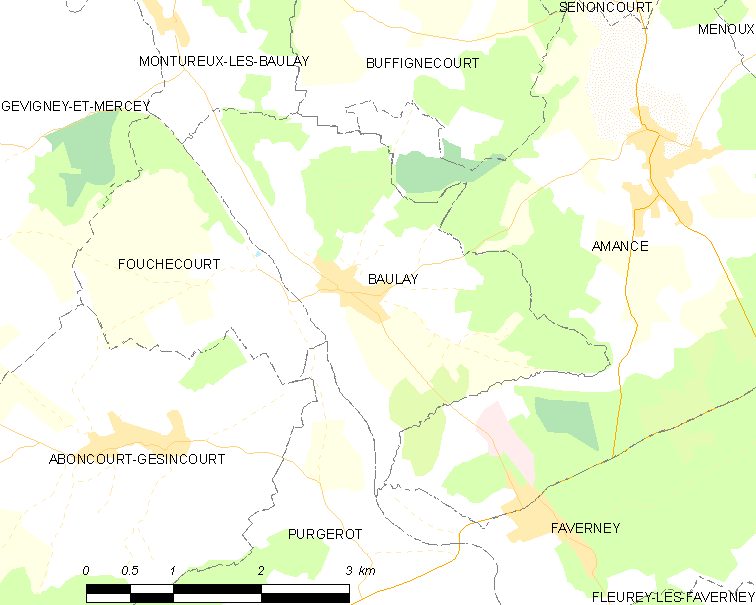
Карта коммуны

В 2010 году среди 194 человек трудоспособного возраста (15—64 лет) 137 были экономически активными, 57 — неактивными (показатель активности — 70,6 %, в 1999 году было 68,1 %). Из 137 активных жителей работали 113 человек (68 мужчин и 45 женщин), безработных было 24 (10 мужчин и 14 женщин). Среди 57 неактивных 11 человек были учениками или студентами, 28 — пенсионерами, 18 были неактивными по другим причинам.